# Pleioblastus
Els bambús Pleioblastus són del gènere de la família Poaceae i de la subfamília bambusoides.
El gènere Pleioblastus agrupa espècies de bambús corredors nans i petits amb fulles persistents. Aquestes espècies són oriündes la majoria del Japó, i antigament van ser classificades en el gènere Arundinaria, opinió que encara defensen molts botànics.

## Taxonomia
- Pleioblastus akebono
- Pleioblastus amarus
- Pleioblastus argenteostriatus
- Pleioblastus chino (Franch. & Sav.) Makino 1961
- Pleioblastus distichus (Mitford) Nakai 1932
- Pleioblastus fortunei
- Pleioblastus gauntlettii
- Pleioblastus gramineus (Bean) Nakai 1925
- Pleioblastus hindsii (Munro) Nakai 1925
- Pleioblastus humilis, també classificat com a Arundinaria pumila
- Pleioblastus juxianensis
- Pleioblastus kongosanensis
- Pleioblastus linearis
- Pleioblastus nagashima (Lat.-Marl. ex Mitford) Nakai 1933
- Pleioblastus oleosus T. H. Wen 1928
- Pleioblastus pumilus (Mitford) Nakai 1933, també classificat com a Arundinaria pumila
- Pleioblastus pygmaeus (Miq.) Nakai 1934
- Pleioblastus shibuyanus
- Pleioblastus simonii (Carriere) Nakai 1925
- Pleioblastus viridistriatus, també classificat com a Arundinaria viridistriata
- Pleioblastus xestrophyllus